# 2018年飓风塞尔吉奥
飓风塞尔吉奥是持续时间很长的强烈热带气旋，于2018年10月初以热带风暴强度袭击下加利福尼亚半岛，还在德克萨斯州引发重大洪灾。塞尔吉奥是2018年太平洋飓风季期间东太平洋第20个获命名的风暴、第11场飓风、第九场大型飓风和第八场四级飓风，打破2015年共出现七个四级飓风的纪录。这场风暴源自9月24日南美洲西北部上空的天气系统，美国国家飓风中心经过几天的追踪，于9月29日将其升级成热带风暴。此后数日气旋朝西南偏西移动并逐渐增强，于10月2日成为飓风。塞尔吉奥此后转向西北，先后经历快速增强和眼墙置换循环，最终于10月4日达到最大持续风速每小时220公里的最高强度，已属四级飓风。保持最高强度约12小时后，风暴再度开始眼墙置换循环并转朝西南方向前进，之后又一次强化，风力时速于10月6日达到205公里的第二波高峰。次日，系统开始第三次眼墙置换循环，强度回落到低于大型飓风标准，并出乎气象部门预料地发展出环状热带气旋特征。之后几天里塞尔吉奥的移动方向从西南逐渐转为东北，于10月9日降级成热带风暴。10月12日，气旋以热带风暴强度登陆下加利福尼亚半岛，之后又以热带低气压强度从墨西哥西北沿海登陆，最终于10月13日清晨逐渐消散。
10月10至11日，面对风暴逼近，下加利福尼亚州东岸和西岸沿海地区收到观察预警或警告。10月13日，塞尔吉奥分别以热带风暴和热带低气压强度登陆南下加利福尼亚州和索诺拉州西岸，造成的经济损失数额70.5万美元，约有一千所学校因此关闭，引发的洪灾还迫使数百人疏散。气旋残留在亚利桑那州降下暴雨，正在举行的州博览会被迫关闭。德克萨斯州因湿气增多催生多场龙卷风，两个州的损失总额约为54.8万美元。幸运的是，风暴及其残留没有造成人员伤亡。

## 发展历程
飓风塞尔吉奥源自9月24日南美洲西北部上空的天气系统，还有可能是由9月13日离开非洲西海岸的东风波发展而成。9月25日，美国国家飓风中心预测特万特佩克湾以南数百英里海域会在未来两天内形成低气压区。协调世界时9月26日中午12点左右，墨西哥南岸东南偏南方向数百英里洋面有低气压天气系统成型。此后几天里系统朝西北偏西移动，美国国家飓风中心继续追踪。9月29日中午12点，低气压区在墨西哥锡瓦塔内霍以南约620公里海域发展成热带风暴并获名“塞尔吉奥”（Sergio）。与其他大部分热带气旋不同，塞尔吉奥不存在深层风力核心，最大持续风力位于中心以东约205公里的雨带处。

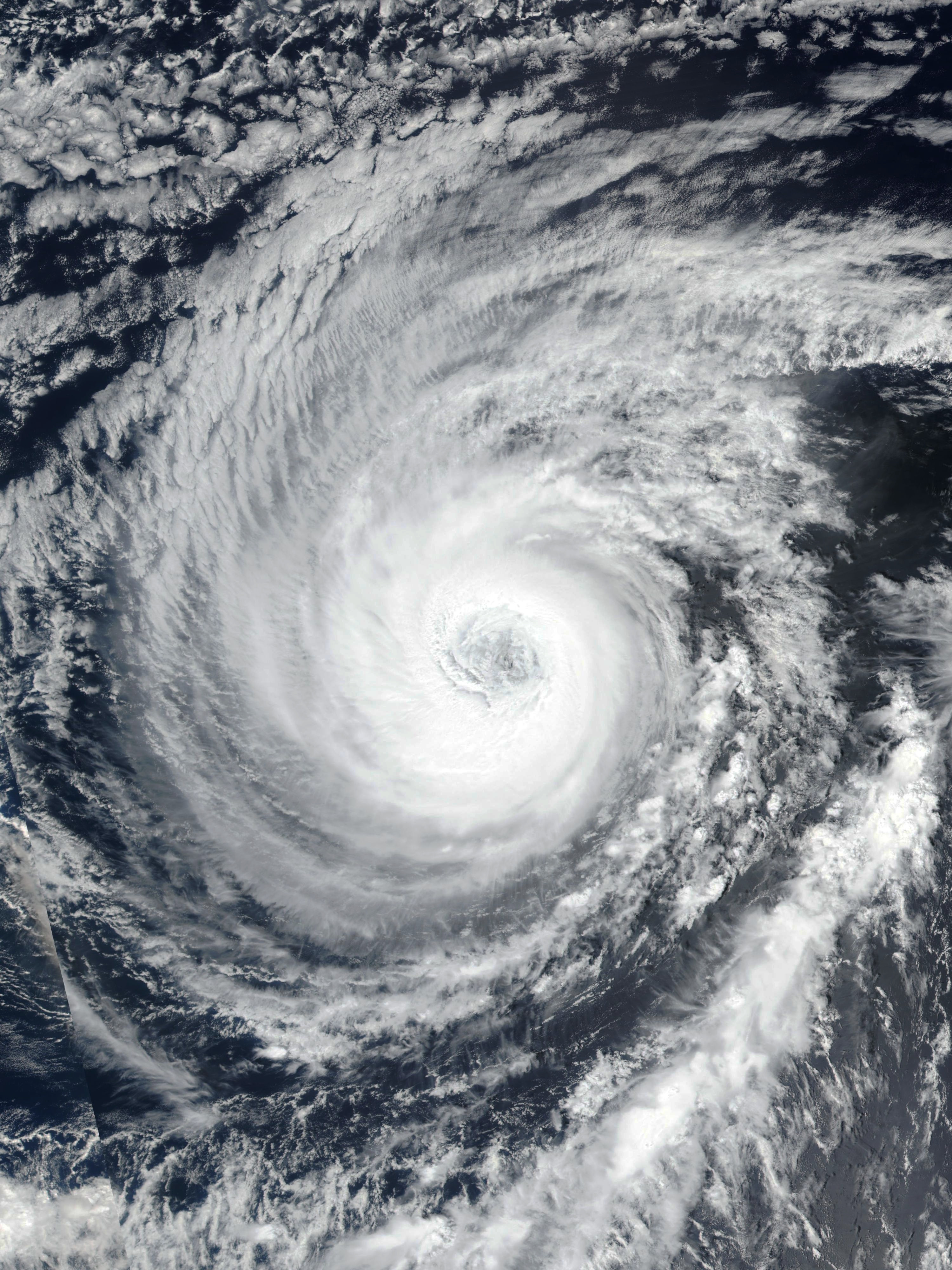
10月7日，飓风塞尔吉奥出现环状热带气旋特征

随后几天里，虽然行经海域环境有利，海面温度高，风切变少，但风暴强度提升幅度不大，直到10月1日凌晨0点才达到一级飓风标准。受北面的副热带高压脊影响，气旋朝西略偏南面移动。塞尔吉奥此时已发展出层次分明的风眼，周围云层温度低至−85°（−121°）。接下来气旋快速增强，到当天下午18点就成为三级飓风（大型飓风标准）。风暴进入眼墙置换循环，风速在约18小时内基本保持不变。与此同时，上文所述的中层副热带高压脊减弱，塞尔吉奥因此向西北方向行进。此后飓风再度强化，于10月4日凌晨0点成为2018年太平洋飓风季第八场四级飓风，打破2015年共形成七场四级飓风的纪录。六小时后，风暴在卡沃圣卢卡斯西南方向约1325公里洋面达到最大持续风速每小时220公里，中心最低气压942毫巴（百帕，27.82英寸汞柱）的最高强度。保持最高强度约12小时后，塞尔吉奥再度开始眼墙置换循环并因此减弱。气旋结构逐渐瓦解，风眼渐趋模糊，周围云层温度回暖。10月5至6日，飓风受远距离外中纬度高压脊影响向西南方向前进。
10月5日早上6点，风暴强度一度降至三级飓风下限，然后又开始回升，于次日凌晨0点达到风力时速205公里的第二波高峰。在此强度保持约18小时后，塞尔吉奥因上升流和第三轮眼墙置换循环的共同影响而从10月7日凌晨0点左右开始弱化。不久，飓风再度转向，之后几天内移动方向在中纬度低压槽影响下从西南逐渐朝东北转变。10月7日清晨，飓风出乎气象机构预料地开始呈现出环状热带气旋特征，风眼尺寸扩大的原来的两倍，大部分带状特征消失。此后两天风暴因海面温度降低逐渐减弱，于10月9日下午18点降级成热带风暴。10月12日中午12点左右，塞尔吉奥以持续风速每小时85公里强度（属热带风暴）从南下加利福尼亚州卡斯特罗斯（Los Castros）附近登陆，并在穿越下加利福尼亚半岛和加利福尼亚湾后于当天下午18点以热带低气压强度从索诺拉州瓜伊马斯附近登陆，最终在当晚午夜左右在墨西哥西北部上空逐渐消散。气旋残留继续朝东北飘移，在美国境内降下暴雨并引发多场龙卷风。

## 防灾措施和影响

### 墨西哥

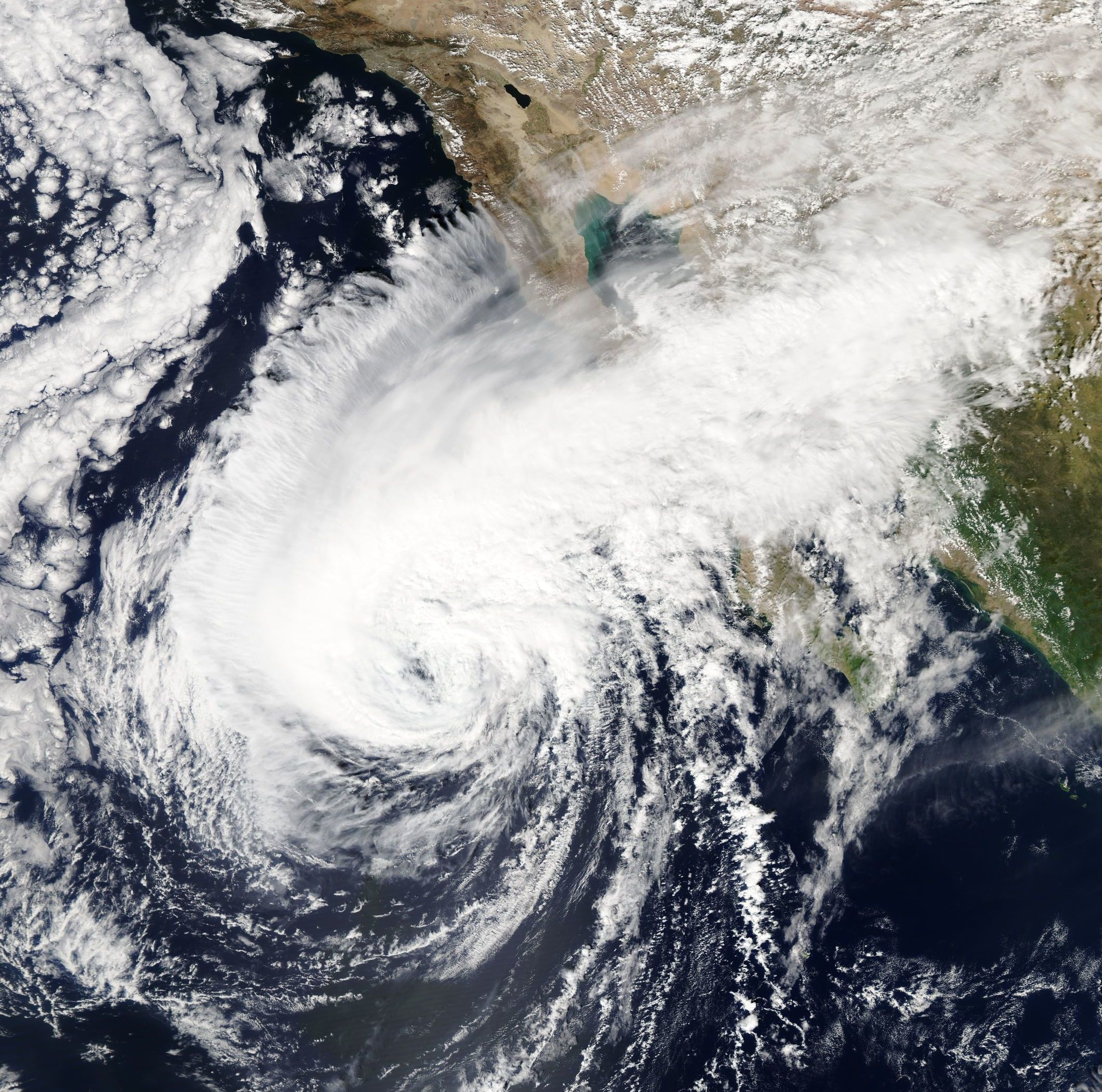
10月11日，热带风暴塞尔吉奥逼近下加利福尼亚半岛

10月10日，墨西哥政府向蓬塔尤金尼亚（Punta Eugenia）至圣拉萨罗角（Cabo San Lazaro）之间的下加利福尼亚半岛西岸沿海地区发布热带风暴观察预警，半岛东岸沿海区域的预警生效范围从圣埃瓦里斯托（San Evaristo）延伸到巴伊亚圣胡安包蒂斯塔（Bahia San Juan Bautista）。气旋次日快速逼近下加利福尼亚半岛，西岸沿海地区的热带风暴观察预警升级成热带风暴警告，东岸沿海地区也在当天跟进。塞尔吉奥登陆后，所有观察预警和警告中止生效。下加利福尼亚州、南下加利福尼亚州和索诺拉州民防机构发布黄色警报，表明危险程度中等，可能会有恶劣天气。索诺拉州位于气旋登陆点周边的多个市镇发布橙色警报，代表高危险程度。政府在南下加利福尼亚州提前启动DN-III-E计划（DN-III-E Plan）和海军陆战队计划，准许墨西哥陆军协助救灾。受降水及风暴逼近影响，锡那罗亚州开设多个应急避难所并发布蓝色警报，代表危险程度很小。
塞尔吉奥先后在南下加利福尼亚州和索诺拉州西岸登陆，墨西哥北部遭遇狂风暴雨。南下加利福尼亚州整体受到的影响很小，部分民宅停电并且屋顶受损，洛雷托多条道路和多所学校受到破坏。南下加利福尼亚州的损失总额达1330万墨西哥比索（70.5万美元）。索诺拉州约有400人被迫因洪灾转移到临时避难所，瓜伊马斯许多树木和电线杆被时速70公里的大风刮倒，导致停电并有多户民居和商铺受损，市议会要求拨款4000万墨西哥比索（212万美元）来修复塞尔吉奥所造成的破坏。埃莫西约也有多地停电，部分街道被淹，下水道泛滥成灾，交通因此受阻。出于公共安全考量，原定在该市举办的一场音乐会也予取消。降水最多的蓬塔阿夸（Punta de Aqua II）测得128毫米雨量，马萨特兰和普鲁塔尔科·埃利亚斯·卡列斯市（Plutarco Elías Calles Municipality）也分别达到117和115毫米。佩尼亚斯科港（Puerto Peñasco Municipality）同样受到影响，部分房屋因洪水受损。奇瓦瓦州上千所学校关闭，索诺拉州72个市镇停课。奇瓦瓦州新大卡萨斯市镇（Nuevo Casas Grandes Municipality）因暴雨引发洪灾，多条街道及多幢房屋被淹。受塞尔吉奥和飓风罗莎共同影响，米却肯州约有3.5万公顷庄稼被毁。

### 美国
夏威夷州遭遇风暴引发的大浪冲击，气旋残留进入亚利桑那州、加利福尼亚州和德克萨斯州并降下暴雨，还催生出多场龙卷风。10月10日，塞尔吉奥在夏威夷大岛、茂宜岛、摩洛凯岛和欧胡岛沿海产生离岸流和3至4.6米的大浪。所有岛屿的东部沿海区域收到大浪警报，此后几天海浪高度逐渐消退，该州没有人员伤亡。
亚利桑那州受到塞尔吉奥残留湿气和来自太平洋的一股上层低气压共同影响降下暴雨，凤凰城部分区域测得80毫米雨量，积水有脚踝深，亚利桑那州博览会也因洪水中断。估计展会场馆及周边道路共受到价值五万美元的破坏。每小时超过25毫米的降水引发洪灾，80号美国国道位于希拉本德至巴克艾间路段部分关闭。凤凰城东南方向沙漠因中到大雨引发山洪，致使187号亚利桑那州州道位于87号亚利桑那州州道和387号亚利桑那州州道间路段交通中断。暴雨在马里科帕山脉产生径流，187号亚利桑那州州道受到影响，莫比尔（Mobile）至博斯克间部分路段封闭，损失数额约2000美元。此外，凤凰城都市圈（Phoenix metropolitan area）还有多条道路因山洪封闭，当地损失总额约7.3万美元。风暴残留湿气进入南加利福尼亚州，出现雷暴的地区大多位于圣巴巴拉县康塞普申角（Point Conception）以南。大范围降水令科切拉谷（Coachella Valley）多处爆发山洪，棕榈沙漠的12小时降雨量为18毫米，邻近的印第奥降下直径达25毫米的冰雹。十号州际公路靠近仙人掌城路段的洪水有46厘米深。此外，千棕榈和里姆隆（Rimlon）附近均有道路因洪水封闭。
10月12至13日，风暴残留进入德克萨斯州并引发强烈雷暴，造成价值约47.5万美元的损失。时速111公里的强烈阵风导致纳瓦罗县尤里卡（Eureka）和米尔德里德（Mildred）间一个仓库受到破坏，损失数额约1.5万美元。密德兰县格林伍德（Greenwood）附近某处车棚及多条输电线路因时速121公里的阵风受损，经济损失约4000美元。格雷格县希洛（Shiloh）镇外有间金属谷仓被时速121公里的阵风摧毁，还有多棵树受到损伤或倒塌，损失数额约5000美元。州内其他多个县所测阵风风速在每小时105至113公里之间。另外，德克萨斯州还有部分县降下冰雹，亨德森县的巴克斯特（Baxter）镇外冰雹直径有38毫米，导致多幢房屋受损，经济损失约5000美元。州内多条公路因山洪封闭。温克勒县温克（Wink）市野猫大道与115号德克萨斯州州道交叉路口附近路段因洪水关闭。158号德克萨斯州州道位于米德兰城外、靠近20号州际公路路段也被洪水淹没。
气旋残留湿气在德克萨斯州催生出至少十场龙卷风。汤格林县尼克博克（Knickerbocker）附近出现一场EF2级龙卷风，导致许多树木折断或连根拔起，还有一幢金属建筑受到严重破坏，损失总额约20万美元。布雷迪出现0级龙卷风，将一棵树连根拔起，还致使树木倒在民房上，导致屋顶受损，经济损失约15万美元。萨迪斯（Sardis）附近一家健身房受到0级龙卷风破坏，多辆汽车窗户受损，路灯及停车场障碍标志倒塌，还有一辆拖车被刮入附近田间，损失总额约2.5万美元。查特（Chat）附近发生两场龙卷风，其中第一场为0级，对少量树木及多户民宅的屋顶和栅栏构成破坏，经济损失约1.5万美元；第二场是1级，导致一户民宅严重受损，另一幢的屋顶和阳台也受到破坏，还有一辆房车拖车、一艘船和挡雨棚被毁，损失总额约五万美元。希尔县布兰登（Brandon）出现0级龙卷风，对树木造成价值约5000美元的破坏。州内其他地区至少还出现过四个0级龙卷风，其中纳瓦罗县两个，弗里斯通县和帕诺拉县各一个。